# Caprezzo

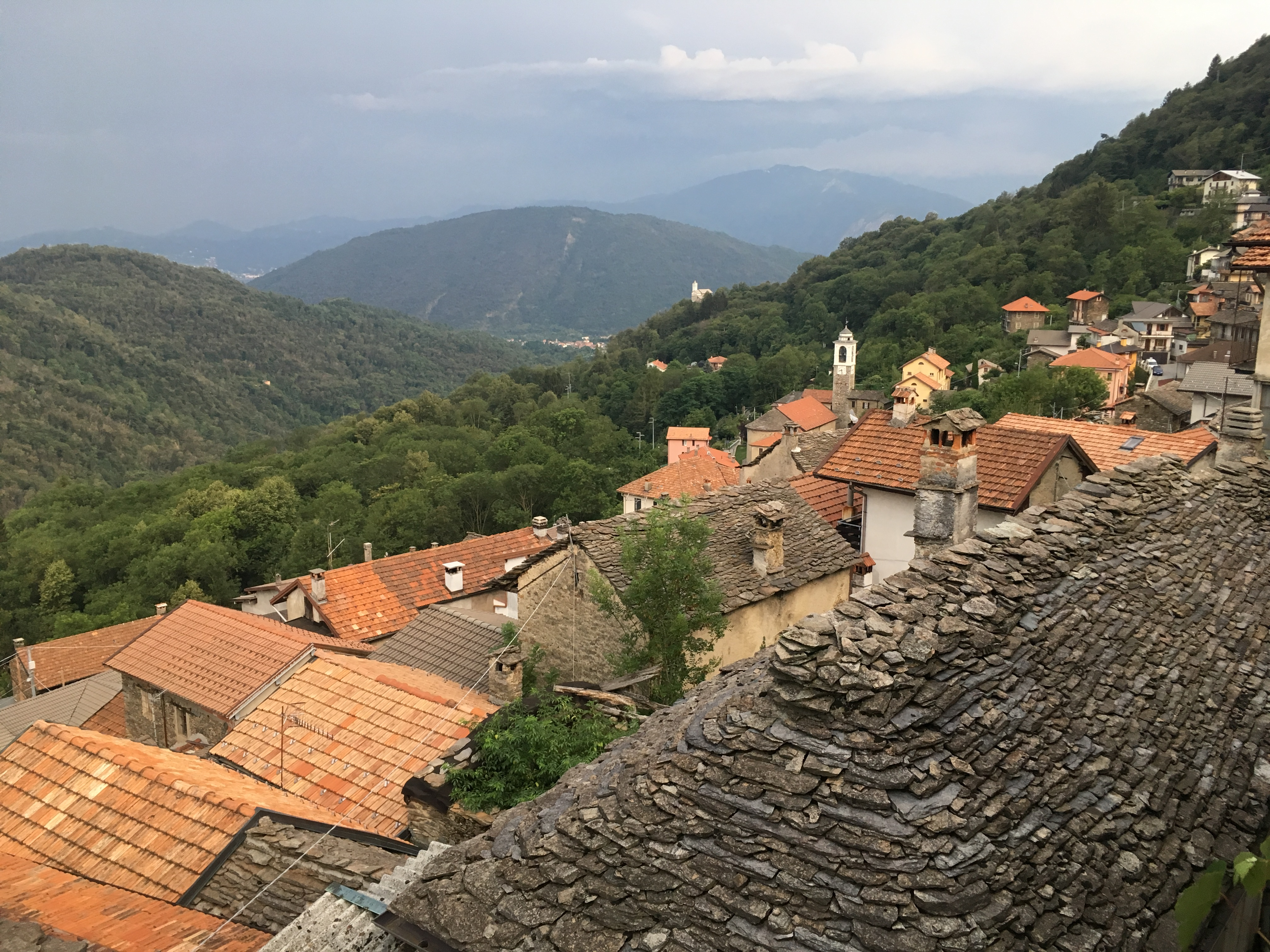
Caprezzo: Steindächer, Pfarrkirche San Bartolomeo, das Kirchlein Madonnina im Hintergrund

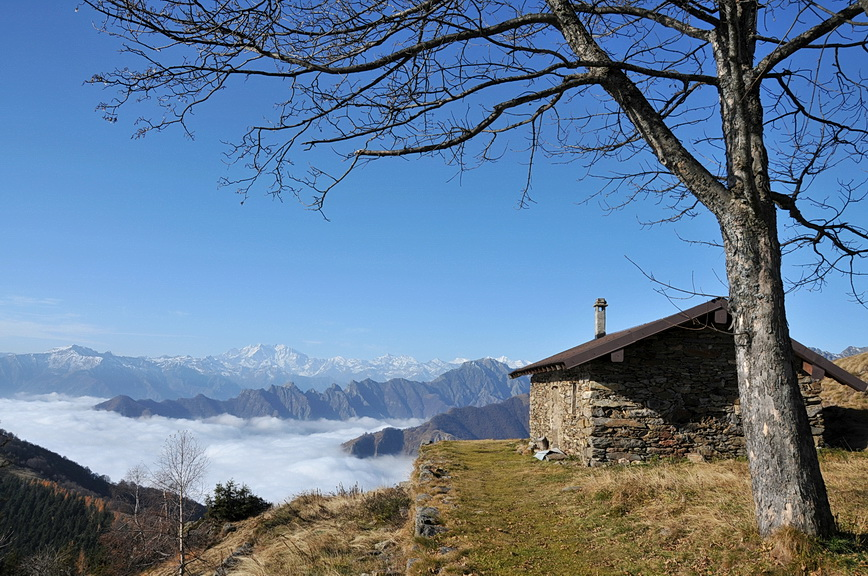
Pian Cavallone

Caprezzo  (Cravess auf piemontisch, Cavresc auf lombardisch) ist eine Gemeinde in der italienischen Provinz Verbano-Cusio-Ossola (VB) in der Region Piemont.

## Lage und Einwohner
Caprezzo liegt 9 km nördlich von der Provinzhauptstadt Verbania entfernt und umfasst eine Fläche von 7,26 km². Zu Caprezzo gehört die Fraktion Ponte Nivia. Insgesamt hat die Gemeinde Caprezzo 175 Einwohner (Stand 31. Dezember 2023). Die Gemeinde liegt im Nationalpark Val Grande.
Die Nachbargemeinden sind Cambiasca, Intragna, Miazzina und Vignone.

## Geschichte
Caprezzo war Teil der im Jahr 946 erstmals auf einer Landkarte eingezeichneten „Comunità della Vallintrasca“. Die erste schriftliche Erwähnung des Ortes stammt aus dem Jahr 1125/1128, als ein gewisser Pietro Spallador aus Capricio zu bestimmten Zahlungen verpflichtet wird. Der Ort wird in Folge als Capricium, Cavretium oder Capretium bezeichnet, und Caprezzo gehörte nacheinander zur Grafschaft Angera, den Grafen von Castello in Pallanza, zur Stadt Novara und zum Herzogtum Mailand. Von 1466 bis 1797 war Caprezzo ein Lehen der Borromäer.
1486 wird bereits eine kleine Kirche in Caprezzo erwähnt. Am 18. November 1617 wird Caprezzo als eigenständige Pfarre eingerichtet. Im Lauf der Geschichte wanderten aber viele Einwohner in die Lombardei aus, ab 1860 auch in die Schweiz und nach Frankreich.
Die wirtschaftliche Grundlage waren der Anbau von Wein und Hanf, die Schaf- und Rinderhaltung sowie der Verkauf von Kastanien, Nüssen und Brennholz, wobei die Produkte über den Lago Maggiore auch nach Mailand und in die Schweiz verschifft wurden.
1944 lag Caprezzo am Rande des Partisanenstaats Repubblica dell’Ossola.

## Kultur und Sehenswürdigkeiten
Caprezzo wird von mehreren steilen Gebirgsbächen durchflossen, deren Wasser mehrere noch erhaltene Anlagen speiste:
- das Mühlrad der Latteria Sociale, eines 1876 gegründeten kommunalen Milchbetriebs, wo Butter erzeugt wurde.
- zwei große überdachte, gemeinschaftliche Waschbecken, die Pietro Verazzi im Jahr 1885 errichten ließ

Von der zwischen 1610 und 1617 errichteten Pfarrkirche San Bartolomeo führt ein flacher Kreuzweg, der früher gleichzeitig als Promenade des Ortes diente, zur kleinen „Madonnina“ genannten Marienkirche, die nach der Pest des Jahres 1630 erbaut wurde.
Etliche Häuser besitzen noch Steindächer, die bei Generalsanierungen aber meistens durch billigere Ziegeldächer ersetzt werden.
Die Kulturverein Pro Loco kümmert sich um regelmäßige Veranstaltungen im Ort.

## Persönlichkeiten
- Baldassare Verazzi (* 6. Januar 1819 in Caprezzo; † 18. Januar 1886 in Lesa) war Maler in Italien und Argentinien.